# Xã Lake Pleasant, Quận Red Lake, Minnesota
Xã Lake Pleasant (tiếng Anh: Lake Pleasant Township) là một xã thuộc quận Red Lake, tiểu bang Minnesota, Hoa Kỳ. Năm 2010, dân số của xã này là 103 người.